# Sebestyén Péter (egyházi író)
Sebestyén Péter (Csíkszentmihály, 1968. február 27. –) erdélyi magyar római  katolikus egyházi író.

## Életútja, munkássága
Középiskoláit Szépvízen és  Gyulafehérváron végezte. A  gyulafehérvári kisszemináriumban (RKKI) érettségizett (1986), majd ugyanott elvégezte a teológiát (SIS) is. 1992-ben szentelték pappá Csíksomlyón. 1992 szeptemberéig szolgál Sepsiszentgyörgyön, 1996-ig Csíkszeredában, majd 1996–97-ben Gyergyóremetén mint segédlelkész, utána 2006-ig Erdőszentgyörgyön, majd Marosvásárhelyen plébános. Nevéhez fűződik Marosvásárhelyen a Színház-téri ferences torony négynyelvű emléktáblája, valamint az Ady-negyedi Szent Imre-templom Márton Áron püspököt ábrázoló festett  üvegablaka. Tagja a Szent György-lovagrendnek és az Élő Székelyföld Egyesületnek. 2022 augusztusától a Csíkszenttamási Plébánia lelkipásztora.
Vallásos tárgyú írásai a Hargita Népe, Háromszék, Erdélyi Napló, Népújság, Keresztény Szó, Vasárnap, Agria, Szovátai Hírmondó, Irodalmi Jelen, Életünk, Átalvető, Kalejdószkóp, Erdőszentgyörgyi Figyelő, Udvarhelyi Híradó hasábjain, a Központ hetilapban, az Erdélyi Toll folyóiratban, a Vasárnap Évkönyv, köteteiben jelennek meg. Önéletrajzi írását Az eltérített felvonó c. irodalmi antológia is beválogatta. 1998 februárjától 2020 márciusáig rendszeresen jelen van a Marosvásárhelyi Területi Rádió Hitvilág c. adásában. Ott elhangzott sorozataiból több önálló kötet is született.  A falurombolás áldozatává lett Bözödújfalu Erdőszentgyörgyre költözött hívei számára nemzetközi segélyakciót szervezve, templomot épített, amelyet 2004-ben szenteltek fel. 2014 áprilisától  www.peterpater.com néven alkotói honlapot működtet.

## Kötetei
- Életutak. Szentek, egyházi ünnepek (Székelyudvarhely, 2000);
- Agapétól Zsoltárig. Teológiai címszavak és kifejezések kisszótára (uo. 2001);
- Készenlétben - rádiós beszélgetések, ünnepi beszédek, meditációs gondolatok (Kolozsvár, 2003)
- Családi szentély. Emberi kérdések, keresztény válaszok (Csíkszereda, 2004), Vencser László előszavával;
- Bözödújfalu - 275 év - brosúra, kismonográfia a vízzel elárasztott faluról (Marosvásárhely, 2004)
- Nézz az ég felé - alkalmi beszédek, tanulmányok, publicisztikák (Székelyudvarhely, 2005);
- Örömhír - rádiós katekézisek a hegyi beszédről (Kolozsvár, 2006);
- Kihívás és szolgálat - publicisztikai írások, ünnepi beszédek ( Kolozsvár, 2008);
- Lukács, az ikonfestő evangélista - rádiós katekézisek Szt. Lukácsról  (Kolozsvár, 2008).
- Kiskertemben rozmaringot ültettem - népdalszövegek (Marosvásárhely, 2008)
- Szolgáló szeretet - tanulmányok, prédikációk, kisesszék, egyházi publicisztikák (Székelyudvarhely, 2011)
- Gördeszkán a mennyországba - esszék (Csíkszereda, 2012)
- Kincs mélyre ásva - biblikus gondolatok A év (Kolozsvár, 2012)
- Isten asztaltársasága - biblikus gondolatok B év  (Kolozsvár, 2012)
- Tüzet hoztam! - biblikus gondolatok C év (Kolozsvár, 2013)
- A jólét délibábja? - esszék (Csíkszereda, 2015)
- Ezüstbeszéd - szónoki beszédek, tanulmányok, esszék (Csíkszereda, 2016)
- Vigaszágon Jézushoz - esszék (Csíkszereda, 2018)
- Keresztmalac - karcolatok/novellák (Csíkszereda, 2019)
- Erő az erőtlenségben - előadások, tanulmányok, dolgozatok (Csíkszereda, 2020)
- A Mester fogásai, avagy Jézus az influenszer? - esszék (Csíkszereda, 2020)
- Kiskertemben rozmaringot ültettem - népdalok, műdalok, bővített kiadás, kottás változat (Csíkszereda, 2020)
- Műkönny - esszék (Csíkszereda, 2022)
- Ősbizalom - tematikus beszédek, Kilenckedd-2023 (Csíkszereda,2023)
- Aranymosás - cetlik, rakoncátlan igazságok (Csíkszereda, 2023)
- Mosott arany - cetlik (Csíkszereda, 2024)
- Sárgarigó - karcolatnovellák (Csíkszereda, 2025)